# Dariush Borbor
Dariush Borbor (ur. 28 kwietnia 1934 w Teheranie) – irański architekt, urbanista, projektant, rzeźbiarz, malarz oraz pisarz.
Borbor jest powszechnie uważany za jednego z głównych architektów w Iranie. Jest laureatem wielu konkursów i zdobywcą wielu międzynarodowych nagród i wyróżnień.

## Życiorys
Dariush Borbor urodził się 28 kwietnia 1934, jego ojciec był Gholam Hossein khan Borbor.
Borbor ukończył szkołę podstawową w Iranie. W wieku trzynastu lat przeniósł się do Zjednoczonego Królestwa w celu zdobycia wykształcenia średniego. Studiował na Uniwersytecie Cambridge (1952) oraz na Uniwersytecie Liverpoolskim (1959). Następnie udał się na dalsze studia do Szwajcarii, gdzie kształcił się na Uniwersytecie Genewskim pod okiem Eugène Beaudouin. W 1961 powrócił do Teheranu jako zastępca dyrektora technicznego Iran-Rah największego przedsiębiorstwa budowlanego w Iranie. W 1963 roku założył własną firmę pod nazwą Borbor Consulting Architects, Engineers, City Planners. Firma zatrudniała dużą liczbę wysoko wykwalifikowanych pracowników międzynarodowych i posiadała oddziały w kilku dużych miastach w Iranie.
Kilka miesięcy przed irańską rewolucją islamską w 1978 Borbor przeprowadził się do Paryża, gdzie założył Borbor International Management Consultants (BIMC) dla architektów, inżynierów i planistów.

## Nagrody
- 1958, Working Drawing Award, Architects' Journal, Londyn, Wielka Brytania[7]
- 1959, Główna nagroda, Projekt Dzielnicy, Uniwersytet Liverpoolski, Wielka Brytania[8]
- 1965, Główna nagroda, Projekt Pawilonu Perskiego, Los Angeles
- 1975, Gold Mercury International Award, Rzym, Włochy[9]
- 1976, Nagroda NIOC, Kurort Nadmorski, Mahmoudabad, Wybrzeże Kaspijskie, Iran
- 1976, Główna Nagroda, Centrum Handlowe, Iran[2]
- 1976, Główna Nagroda, pomnik, Iran
- 1977, Pierwsze Miejsce, Świątynia Wielkiej Loży Iranu, Teheran, Iran[2]

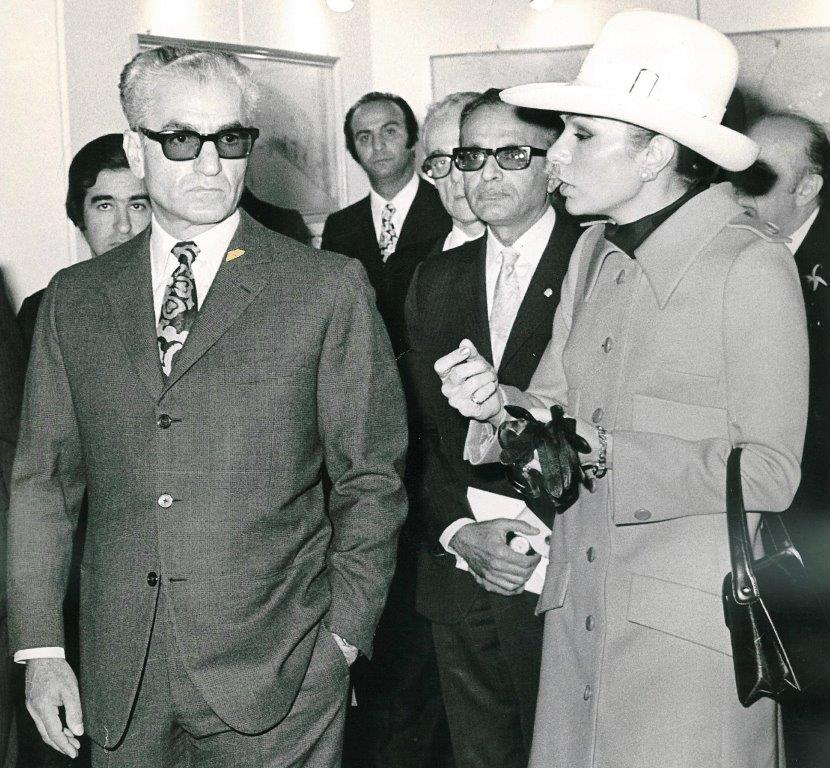
1966, Szach Iranu wraz z żoną odwiedza Radę ds. Urbanistyki

## Wybrane projekty

### Architektura
- 1967, Centrum Rekreacyjne The Ice Palace, Teheran[10]
- 1971, Pomnik w Meszhed (zniszczony w 2010)[11]
- 1976, Muzeum i biblioteka, Meszhed, Iran[12]

### Planowanie
- 1963–1966, plan regionalny Nowshahr-Chalus[13]
- 1964–1965, plan regionalny wybrzeża Morza Kaspijskiego[13]
- 1969–1973, plan regionalny Abadan-Khoramshahr[14]